# Superliga 2019-2020 (pallavolo maschile, Serbia)
La Superliga 2019-2020 si è svolta dal 4 ottobre 2019 al 14 marzo 2020: al torneo hanno partecipato 10 squadre di club serbe maschili e la vittoria finale è andata per la quinta volta, la quarta consecutiva, al Vojvodina.

## Regolamento

### Formula
Le squadre hanno disputato un girone all'italiana, con gare di andata e ritorno, per un totale di diciotto giornate; al termine della regular season:
- Le prime sei classificate hanno avuto accesso alla Mini Liga 1º-6º posto, un secondo girone all'italiana con gare di andata e ritorno per un totale di dieci giornate; i punti ottenuti nel corso della stagione regolare contribuiscono alla classifica finale delle formazioni impegnate. Al termine della Mini Liga le formazioni avrebbero avuto accesso ai play-off scudetto, strutturati in quarti di finale (a cui non avrebbero partecipato le prime due classificate, già qualificate alle semifinali), semifinali e finale, con i primi due turni giocati al meglio di due vittorie su tre gare e l’ultimo giocato al meglio di tre vittorie su cinque gare ed incroci basati sul piazzamento in Mini Liga.
- Le ultime quattro classificate hanno avuto accesso alla Mini Liga 7º-10º posto, un torneo con regole analoghe a quelle della Mini Liga 1º-6º posto. Al termine di questa fase:
  - L'ultima classificata sarebbe retrocessa in Prva Liga 2020-21.
  - La penultima classificata si sarebbe qualificata ai play-out promozione-retrocessione contro la seconda classificata della Prva Liga, strutturati in una finale giocata al meglio di due vittorie su tre gare: la vincente dello spareggio avrebbe ottenuto il diritto a partecipare alla Superliga 2020-21 mentre la perdente sarebbe stata relegata in Prva Liga[2].

A seguito del diffondersi della pandemia di COVID-19 in Serbia, il campionato è stato sospeso il 16 marzo 2020: il 29 aprile 2020 la OSS ha decretato la chiusura anticipata del campionato con assegnazione della vittoria del campionato e definizione della retrocessione alle squadre rispettivamente in testa alla Mini Liga 1º-6º posto e in ultima posizione nella Mini Liga 7º-10º posto al momento dell'interruzione del torneo.

### Criteri di classifica
Se il risultato finale è stato di 3-0 o 3-1 sono stati assegnati 3 punti alla squadra vincente e 0 a quella sconfitta, se il risultato finale è stato di 3-2 sono stati assegnati 2 punti alla squadra vincente e 1 a quella sconfitta.
L'ordine del posizionamento in classifica è stato definito in base a:
- Numero di partite vinte;
- Punti;
- Ratio dei set vinti/persi;
- Ratio dei punti realizzati/subiti[2].

## Squadre partecipanti
Alla Superliga 2019-2020 hanno partecipato dieci squadre: dalla Prva Liga 2018-19 sono stati promossi il Ribnica, prima classificata, e il Niš, seconda classificata e vincitrice del play-out promozione-retrocessione con la penultima classificata in Superliga 2018-19, lo Spartak Ljig.
| Club                   | Stagione | Città        | Impianto                      | Stagione precedente                                                             |
| ---------------------- | -------- | ------------ | ----------------------------- | ------------------------------------------------------------------------------- |
| Jedinstvo Stara Pazova | dettagli | Stara Pazova | Hala Sportova u Staroj Pazovi | 5ª in regular season; 6ª in Mini Liga 1º-6º posto                               |
| Mladi Radnik           | dettagli | Požarevac    | Sportski centar Požarevac     | 3ª in regular season; 4ª in Mini Liga 1º-6º posto; semifinali play-off scudetto |
| Niš                    | dettagli | Niš          | Sportski centar Čair          | 2ª in Prva Liga; vincitrice play-out promozione-retrocessione                   |
| Novi Pazar             | dettagli | Novi Pazar   | Sportska Dvorana Pendik       | 7ª in regular season; 8ª in Mini Liga 7º-10º posto                              |
| Partizan               | dettagli | Belgrado     | Hala Impuls                   | 9ª in regular season; 7ª in Mini Liga 7º-10º posto                              |
| Radnički Kragujevac    | dettagli | Kragujevac   | Sportska Hala Jezero          | 6ª in regular season; 5ª in Mini Liga 1º-6º posto                               |
| Ribnica                | dettagli | Kraljevo     | Hala sportova u Kraljevu      | 1ª in Prva Liga                                                                 |
| Spartak Subotica       | dettagli | Subotica     | Hala Sportova Dudova Šuma     | 4ª in regular season; 3ª in Mini Liga 1º-6º posto; semifinali play-off scudetto |
| Stella Rossa           | dettagli | Belgrado     | Ustanova Sportski Voždovac    | 2ª in regular season; 2ª in Mini Liga 1º-6º posto; finale play-off scudetto     |
| Vojvodina              | dettagli | Novi Sad     | SPC Vojvodina                 | 1ª in regular season; 1ª in Mini Liga 1º-6º posto; campione di Serbia           |

## Torneo

### Regular season

#### Risultati
| Prima giornata |                                       |     |                            |
|                |                                       |     |                            |
| 05-10          | Radnički Kragujevac - J. Stara Pazova | 3-0 | 25-21, 25-23, 25-19        |
| 05-10          | Partizan - Niš                        | 1-3 | 19-25, 25-16, 16-25, 18-25 |
| 04-10          | Ribnica - Spartak Subotica            | 3-1 | 25-14, 25-19, 22-25, 25-14 |
| 05-10          | Vojvodina - Stella Rossa              | 3-0 | 25-19, 29-27, 25-15        |
| 06-10          | Novi Pazar - Mladi Radnik             | 0-3 | 19-25, 21-25, 20-25        |

| Seconda giornata |                                       |     |                                   |
|                  |                                       |     |                                   |
| 10-10            | Jedinstvo Stara Pazova - Mladi Radnik | 3-2 | 25-19, 19-25, 25-20, 17-25, 15-13 |
| 12-10            | Stella Rossa - Novi Pazar             | 3-0 | 25-21, 25-19, 25-18               |
| 11-10            | Spartak Subotica - Vojvodina          | 3-1 | 17-25, 25-23, 25-18, 25-21        |
| 12-10            | Niš - Ribnica                         | 3-0 | 25-17, 25-11, 25-21               |
| 12-10            | Radnički Kragujevac - Partizan        | 3-2 | 24-26, 25-23, 25-27, 25-19, 15-11 |

| Terza giornata |                                   |     |                            |
|                |                                   |     |                            |
| 19-10          | Partizan - Jedinstvo Stara Pazova | 3-1 | 25-15, 25-17, 25-27, 25-17 |
| 18-10          | Ribnica - Radnički Kragujevac     | 1-3 | 22-25, 25-22, 18-25, 21-25 |
| 19-10          | Vojvodina - Niš                   | 3-1 | 25-18, 22-25, 26-24, 25-17 |
| 19-10          | Novi Pazar - Spartak Subotica     | 0-3 | 21-25, 24-26, 20-25        |
| 18-10          | Mladi Radnik - Stella Rossa       | 3-1 | 25-22, 23-25, 30-28, 25-15 |

| Quarta giornata |                                       |     |                                   |
|                 |                                       |     |                                   |
| 26-10           | Jedinstvo Stara Pazova - Stella Rossa | 1-3 | 25-17, 15-25, 20-25, 25-27        |
| 25-10           | Spartak Subotica - Mladi Radnik       | 3-2 | 21-25, 25-21, 22-25, 25-18, 20-18 |
| 26-10           | Niš - Novi Pazar                      | 3-1 | 25-22, 25-17, 22-25, 26-24        |
| 26-10           | Radnički Kragujevac - Vojvodina       | 1-3 | 25-22, 21-25, 24-26, 24-26        |
| 26-10           | Partizan - Ribnica                    | 3-0 | 25-15, 25-20, 25-23               |

| Quinta giornata |                                  |     |                                   |
|                 |                                  |     |                                   |
| 01-11           | Ribnica - Jedinstvo Stara Pazova | 3-0 | 25-21, 25-21, 25-22               |
| 01-11           | Vojvodina - Partizan             | 3-2 | 26-28, 24-26, 25-20, 25-16, 15-8  |
| 02-11           | Novi Pazar - Radnički Kragujevac | 1-3 | 25-15, 21-25, 16-25, 16-25        |
| 02-11           | Mladi Radnik - Niš               | 3-2 | 25-23, 16-25, 17-25, 33-31, 15-11 |
| 01-11           | Stella Rossa - Spartak Subotica  | 2-3 | 25-15, 21-25, 17-25, 25-22, 13-15 |

| Sesta giornata |                                      |     |                                   |
|                |                                      |     |                                   |
| 09-11          | Jedinstvo Stara Pazova - S. Subotica | 0-3 | 27-29, 25-27, 22-25               |
| 09-11          | Niš - Stella Rossa                   | 3-0 | 25-17, 25-20, 25-19               |
| 09-11          | Radnički Kragujevac - Mladi Radnik   | 3-2 | 26-28, 19-25, 25-19, 25-19, 15-7  |
| 09-11          | Partizan - Novi Pazar                | 2-3 | 25-17, 28-26, 26-28, 22-25, 13-15 |
| 08-11          | Ribnica - Vojvodina                  | 0-3 | 21-25, 10-25, 20-25               |

| Settima giornata |                                    |     |                                   |
|                  |                                    |     |                                   |
| 16-11            | Vojvodina - Jedinstvo Stara Pazova | 3-2 | 23-25, 25-22, 25-22, 22-25, 15-12 |
| 16-11            | Novi Pazar - Ribnica               | 0-3 | 25-27, 15-25, 16-25               |
| 16-11            | Mladi Radnik - Partizan            | 0-3 | 21-25, 23-25, 12-25               |
| 15-11            | Stella Rossa - Radnički Kragujevac | 0-3 | 23-25, 19-25, 21-25               |
| 15-11            | Spartak Subotica - Niš             | 2-3 | 17-25, 25-21, 25-22, 25-27, 10-15 |

| Ottava giornata |                                        |     |                            |
|                 |                                        |     |                            |
| 22-11           | Jedinstvo Stara Pazova - Niš           | 0-3 | 15-25, 23-25, 19-25        |
| 23-11           | Radnički Kragujevac - Spartak Subotica | 3-1 | 22-25, 25-23, 25-21, 25-17 |
| 23-11           | Partizan - Stella Rossa                | 3-0 | 25-19, 25-22, 25-21        |
| 23-11           | Ribnica - Mladi Radnik                 | 1-3 | 22-25, 19-25, 25-19, 23-25 |
| 23-11           | Vojvodina - Novi Pazar                 | 3-0 | 25-16, 25-20, 25-21        |

| Nona giornata |                                     |     |                                   |
|               |                                     |     |                                   |
| 30-11         | Novi Pazar - Jedinstvo Stara Pazova | 3-2 | 21-25, 25-12, 12-25, 25-19, 15-13 |
| 30-11         | Mladi Radnik - Vojvodina            | 2-3 | 29-31, 25-23, 25-22, 23-25, 17-19 |
| 28-11         | Stella Rossa - Ribnica              | 3-2 | 26-24, 22-25, 21-25, 25-22, 15-12 |
| 29-11         | Spartak Subotica - Partizan         | 3-0 | 25-21, 25-21, 25-22               |
| 30-11         | Niš - Radnički Kragujevac           | 3-2 | 25-14, 23-25, 25-22, 23-25, 17-15 |

| Decima giornata |                                        |     |                                  |
|                 |                                        |     |                                  |
| 07-12           | Jedinstvo Stara Pazova - R. Kragujevac | 3-1 | 25-17, 25-20, 18-25, 25-20       |
| 11-12           | Niš - Partizan                         | 1-3 | 27-25, 19-25, 27-29, 16-25       |
| 06-12           | Spartak Subotica - Ribnica             | 3-0 | 25-20, 25-9, 25-20               |
| 06-12           | Stella Rossa - Vojvodina               | 3-2 | 26-24, 25-19, 19-25, 20-25, 15-9 |
| 07-12           | Mladi Radnik - Novi Pazar              | 3-1 | 25-23, 22-25, 25-19, 25-14       |

| Undicesima giornata |                                       |     |                            |
|                     |                                       |     |                            |
| 14-12               | Mladi Radnik - Jedinstvo Stara Pazova | 3-0 | 29-27, 25-22, 25-18        |
| 14-12               | Novi Pazar - Stella Rossa             | 3-1 | 27-29, 25-14, 25-17, 25-12 |
| 13-12               | Vojvodina - Spartak Subotica          | 3-0 | 25-18, 25-19, 25-16        |
| 13-12               | Ribnica - Niš                         | 0-3 | 10-25, 18-25, 22-25        |
| 15-12               | Partizan - Radnički Kragujevac        | 3-0 | 25-16, 25-21, 31-29        |

| Dodicesima giornata |                                   |     |                                   |
|                     |                                   |     |                                   |
| 21-12               | Jedinstvo Stara Pazova - Partizan | 0-3 | 24-26, 19-25, 20-25               |
| 20-12               | Radnički Kragujevac - Ribnica     | 3-1 | 18-25, 35-33, 25-18, 25-17        |
| 21-12               | Niš - Vojvodina                   | 3-2 | 18-25, 21-25, 25-19, 25-23, 15-11 |
| 20-12               | Spartak Subotica - Novi Pazar     | 1-3 | 18-25, 22-25, 25-20, 21-25        |
| 22-12               | Stella Rossa - Mladi Radnik       | 0-3 | 23-25, 14-25, 20-25               |

| Tredicesima giornata |                                       |     |                                   |
|                      |                                       |     |                                   |
| 14-01                | Stella Rossa - Jedinstvo Stara Pazova | 3-2 | 25-19, 25-21, 19-25, 26-28, 15-11 |
| 29-01                | Mladi Radnik - Spartak Subotica       | 3-1 | 25-18, 20-25, 25-23, 25-16        |
| 14-01                | Novi Pazar - Niš                      | 2-3 | 25-23, 24-26, 24-26, 25-23, 10-15 |
| 15-01                | Vojvodina - Radnički Kragujevac       | 3-2 | 25-20, 16-25, 24-26, 25-21, 15-8  |
| 14-01                | Ribnica - Partizan                    | 1-3 | 25-20, 20-25, 28-30, 17-25        |

| Quattordicesima giornata |                                  |     |                                   |
|                          |                                  |     |                                   |
| 19-01                    | Jedinstvo Stara Pazova - Ribnica | 3-2 | 25-21, 25-23, 15-25, 18-25, 15-10 |
| 18-01                    | Partizan - Vojvodina             | 3-0 | 25-22, 25-19, 25-17               |
| 18-01                    | Radnički Kragujevac - Novi Pazar | 2-3 | 25-22, 18-25, 25-18, 23-25, 12-15 |
| 18-01                    | Niš - Mladi Radnik               | 1-3 | 25-16, 20-25, 20-25, 23-25        |
| 17-01                    | Spartak Subotica - Stella Rossa  | 3-2 | 26-24, 24-26, 25-22, 21-25, 15-11 |

| Quindicesima giornata |                                    |     |                                   |
|                       |                                    |     |                                   |
| 24-01                 | Spartak Subotica - J. Stara Pazova | 3-0 | 25-15, 25-18, 25-15               |
| 24-01                 | Stella Rossa - Niš                 | 2-3 | 19-25, 25-23, 25-15, 18-25, 11-15 |
| 25-01                 | Mladi Radnik - Radnički Kragujevac | 3-2 | 25-17, 21-25, 21-25, 30-28, 19-17 |
| 25-01                 | Novi Pazar - Partizan              | 1-3 | 23-25, 16-25, 25-17, 22-25        |
| 24-01                 | Vojvodina - Ribnica                | 3-1 | 25-22, 21-25, 27-25, 25-22        |

| Sedicesima giornata |                                    |     |                                   |
|                     |                                    |     |                                   |
| 01-02               | Jedinstvo Stara Pazova - Vojvodina | 1-3 | 25-22, 21-25, 13-25, 19-25        |
| 31-01               | Ribnica - Novi Pazar               | 3-2 | 25-15, 22-25, 25-12, 22-25, 15-8  |
| 01-02               | Partizan - Mladi Radnik            | 3-2 | 25-22, 25-12, 17-25, 21-25, 16-14 |
| 30-01               | Radnički Kragujevac - Stella Rossa | 3-1 | 25-17, 25-22, 24-26, 25-23        |
| 10-02               | Niš - Spartak Subotica             | 3-1 | 23-25, 25-23, 25-20, 25-19        |

| Diciassettesima giornata |                                        |     |                            |
|                          |                                        |     |                            |
| 08-02                    | Niš - Jedinstvo Stara Pazova           | 3-0 | 25-15, 25-17, 25-21        |
| 07-02                    | Spartak Subotica - Radnički Kragujevac | 3-1 | 18-25, 25-20, 26-24, 25-18 |
| 06-02                    | Stella Rossa - Partizan                | 3-0 | 25-21, 25-22, 25-19        |
| 08-02                    | Mladi Radnik - Ribnica                 | 3-0 | 25-20, 25-20, 25-12        |
| 08-02                    | Novi Pazar - Vojvodina                 | 1-3 | 22-25, 17-25, 25-23, 12-25 |

| Diciottesima giornata |                                     |     |                                   |
|                       |                                     |     |                                   |
| 16-02                 | Jedinstvo Stara Pazova - Novi Pazar | 3-1 | 25-22, 25-20, 20-25, 27-25        |
| 15-02                 | Vojvodina - Mladi Radnik            | 3-0 | 25-17, 27-25, 25-18               |
| 14-02                 | Ribnica - Stella Rossa              | 3-1 | 20-25, 25-23, 25-17, 25-19        |
| 15-02                 | Partizan - Spartak Subotica         | 2-3 | 23-25, 25-22, 25-20, 23-25, 10-15 |
| 15-02                 | Radnički Kragujevac - Niš           | 1-3 | 21-25, 25-20, 23-25, 24-26        |

#### Classifica
| Pos. | Squadra                | Pt | G  | V  | P  | SV | SP | Ratio | PF    | PS    | Ratio |
| ---- | ---------------------- | -- | -- | -- | -- | -- | -- | ----- | ----- | ----- | ----- |
| 1.   | Vojvodina              | 40 | 18 | 14 | 4  | 47 | 25 | 1,880 | 1 671 | 1 507 | 1,109 |
| 2.   | Niš                    | 38 | 18 | 14 | 4  | 47 | 26 | 1,808 | 1 677 | 1 522 | 1,102 |
| 3.   | Partizan               | 36 | 18 | 11 | 7  | 42 | 27 | 1,556 | 1 585 | 1 490 | 1,064 |
| 4.   | Mladi Radnik           | 36 | 18 | 11 | 7  | 43 | 30 | 1,433 | 1 646 | 1 593 | 1,033 |
| 5.   | Spartak Subotica       | 30 | 18 | 11 | 7  | 40 | 31 | 1,290 | 1 569 | 1 563 | 1,004 |
| 6.   | Radnički Kragujevac    | 29 | 18 | 9  | 9  | 39 | 36 | 1,083 | 1 698 | 1 663 | 1,021 |
| 7.   | Stella Rossa           | 18 | 18 | 6  | 12 | 28 | 43 | 0,651 | 1 508 | 1 613 | 0,935 |
| 8.   | Ribnica                | 16 | 18 | 5  | 13 | 24 | 43 | 0,558 | 1 426 | 1 510 | 0,944 |
| 9.   | Novi Pazar             | 14 | 18 | 5  | 13 | 25 | 47 | 0,532 | 1 501 | 1 641 | 0,915 |
| 10.  | Jedinstvo Stara Pazova | 13 | 18 | 4  | 14 | 21 | 48 | 0,438 | 1 421 | 1 600 | 0,888 |

      Qualificata alla Mini Liga 1º-6º posto.
      Qualificata alla Mini Liga 7º-10º posto.

### Mini Liga 1º-6º posto

#### Risultati
| Prima giornata |                                 |     |                                   |
|                |                                 |     |                                   |
| 22-02          | Vojvodina - Radnički Kragujevac | 3-0 | 25-13, 25-15, 25-21               |
| 22-02          | Niš - Spartak Subotica          | 3-0 | 25-18, 25-16, 25-22               |
| 22-02          | Partizan - Mladi Radnik         | 2-3 | 23-25, 25-23, 25-19, 28-30, 12-15 |

| Seconda giornata |                                    |     |                                   |
|                  |                                    |     |                                   |
| 27-02            | Radnički Kragujevac - Mladi Radnik | 3-2 | 22-25, 25-18, 25-21, 23-25, 15-11 |
| 26-02            | Spartak Subotica - Partizan        | 3-0 | 25-19, 25-20, 25-21               |
| 26-02            | Vojvodina - Niš                    | 3-2 | 19-25, 25-18, 25-19, 21-25, 15-11 |

| Terza giornata |                                 |     |                            |
|                |                                 |     |                            |
| 04-03          | Niš - Radnički Kragujevac       | 3-1 | 28-30, 25-18, 28-26, 27-25 |
| 04-03          | Partizan - Vojvodina            | 1-3 | 25-27, 23-25, 25-20, 25-27 |
| 03-03          | Mladi Radnik - Spartak Subotica | 3-0 | 25-22, 25-18, 25-19        |

| Quarta giornata |                                        |     |                            |
|                 |                                        |     |                            |
| 07-03           | Radnički Kragujevac - Spartak Subotica | 3-1 | 23-25, 25-19, 25-20, 25-21 |
| 07-03           | Vojvodina - Mladi Radnik               | 3-0 | 25-19, 25-22, 25-21        |
| 07-03           | Niš - Partizan                         | 1-3 | 22-25, 17-25, 28-26, 14-25 |

| Quinta giornata |                                |     |                                   |
|                 |                                |     |                                   |
| 14-03           | Partizan - Radnički Kragujevac | 3-1 | 21-25, 25-22, 25-16, 26-24        |
| 14-03           | Mladi Radnik - Niš             | 2-3 | 25-22, 25-16, 18-25, 24-26, 13-15 |
| 13-03           | Spartak Subotica - Vojvodina   | 1-3 | 17-25, 25-15, 23-25, 23-25        |

| Sesta giornata |                                 |   |           |
|                |                                 |   |           |
| 18-03          | Radnički Kragujevac - Vojvodina | - | annullata |
| 18-03          | Spartak Subotica - Niš          | - | annullata |
| 17-03          | Mladi Radnik - Partizan         | - | annullata |

| Settima giornata |                                    |   |           |
|                  |                                    |   |           |
| 21-03            | Mladi Radnik - Radnički Kragujevac | - | annullata |
| 21-03            | Partizan - Spartak Subotica        | - | annullata |
| 21-03            | Niš - Vojvodina                    | - | annullata |

| Ottava giornata |                                 |   |           |
|                 |                                 |   |           |
| 24-03           | Radnički Kragujevac - Niš       | - | annullata |
| 24-03           | Vojvodina - Partizan            | - | annullata |
| 24-03           | Spartak Subotica - Mladi Radnik | - | annullata |

| Nona giornata |                                        |   |           |
|               |                                        |   |           |
| 27-03         | Spartak Subotica - Radnički Kragujevac | - | annullata |
| 27-03         | Mladi Radnik - Vojvodina               | - | annullata |
| 27-03         | Partizan - Niš                         | - | annullata |

| Decima giornata |                                |   |           |
|                 |                                |   |           |
| 31-03           | Radnički Kragujevac - Partizan | - | annullata |
| 31-03           | Niš - Mladi Radnik             | - | annullata |
| 31-03           | Vojvodina - Spartak Subotica   | - | annullata |

#### Classifica
| Pos. | Squadra             | Pt | G  | V  | P  | SV | SP | Ratio | PF    | PS    | Ratio |
| ---- | ------------------- | -- | -- | -- | -- | -- | -- | ----- | ----- | ----- | ----- |
| 1.   | Vojvodina           | 54 | 23 | 19 | 4  | 62 | 29 | 2,138 | 2 115 | 1 902 | 1,112 |
| 2.   | Niš                 | 47 | 23 | 17 | 6  | 59 | 35 | 1,686 | 2 143 | 1 988 | 1,078 |
| 3.   | Partizan            | 43 | 23 | 13 | 10 | 51 | 38 | 1,342 | 2 054 | 1 944 | 1,057 |
| 4.   | Mladi Radnik        | 43 | 23 | 13 | 10 | 53 | 41 | 1,293 | 2 100 | 2 054 | 1,022 |
| 5.   | Spartak Subotica    | 33 | 23 | 12 | 11 | 45 | 43 | 1,047 | 1 932 | 1 961 | 0,985 |
| 6.   | Radnički Kragujevac | 34 | 23 | 11 | 12 | 47 | 48 | 0,979 | 2 141 | 2 128 | 1,006 |

      Campione di Serbia.

### Mini Liga 7º-10º posto

#### Risultati
| Prima giornata |                                       |     |                                   |
|                |                                       |     |                                   |
| 21-02          | Stella Rossa - Jedinstvo Stara Pazova | 3-2 | 25-18, 25-18, 18-25, 23-25, 15-11 |
| 21-02          | Ribnica - Novi Pazar                  | 0-3 | 18-25, 20-25, 26-28               |

| Seconda giornata |                                     |     |                                   |
|                  |                                     |     |                                   |
| 26-02            | Jedinstvo Stara Pazova - Novi Pazar | 1-3 | 17-25, 24-26, 25-18, 18-25        |
| 25-02            | Stella Rossa - Ribnica              | 2-3 | 22-25, 25-20, 25-20, 14-25, 12-15 |

| Terza giornata |                                  |     |                     |
|                |                                  |     |                     |
| 06-03          | Ribnica - Jedinstvo Stara Pazova | 3-0 | 25-16, 25-15, 25-18 |
| 07-03          | Novi Pazar - Stella Rossa        | 3-0 | 25-18, 25-19, 29-27 |

| Quarta giornata |                                       |     |                     |
|                 |                                       |     |                     |
| 14-03           | Jedinstvo Stara Pazova - Stella Rossa | 0-3 | 21-25, 19-25, 17-25 |
| 13-03           | Novi Pazar - Ribnica                  | 3-0 | 25-19, 25-12, 25-16 |

| Quinta giornata |                                     |   |           |
|                 |                                     |   |           |
| 20-03           | Novi Pazar - Jedinstvo Stara Pazova | - | annullata |
| 20-03           | Ribnica - Stella Rossa              | - | annullata |

| Sesta giornata |                                  |   |           |
|                |                                  |   |           |
| 27-03          | Jedinstvo Stara Pazova - Ribnica | - | annullata |
| 27-03          | Stella Rossa - Novi Pazar        | - | annullata |

#### Classifica
| Pos. | Squadra                | Pt | G  | V | P  | SV | SP | Ratio | PF    | PS    | Ratio |
| ---- | ---------------------- | -- | -- | - | -- | -- | -- | ----- | ----- | ----- | ----- |
| 7.   | Novi Pazar             | 26 | 22 | 9 | 13 | 37 | 48 | 0,771 | 1 827 | 1 900 | 0,962 |
| 8.   | Stella Rossa           | 24 | 22 | 8 | 14 | 36 | 51 | 0,706 | 1 851 | 1 951 | 0,949 |
| 9.   | Ribnica                | 21 | 22 | 7 | 15 | 30 | 51 | 0,588 | 1 717 | 1 810 | 0,949 |
| 10.  | Jedinstvo Stara Pazova | 14 | 22 | 4 | 18 | 24 | 60 | 0,400 | 1 708 | 1 950 | 0,876 |

      Retrocessa in Prva Liga.

## Classifica finale[4]
| Pos               | Squadra                | Qualificazione           |
| ----------------- | ---------------------- | ------------------------ |
| Serbia (bandiera) | Vojvodina              | Champions League 2020-21 |
| 2                 | Niš                    | Coppa CEV 2020-21        |
| 3                 | Partizan               | Challenge Cup 2020-21    |
| 4                 | Mladi Radnik           | Coppa CEV 2020-21        |
| 5                 | Spartak Subotica       |                          |
| 6                 | Radnički Kragujevac    |                          |
| 7                 | Novi Pazar             |                          |
| 8                 | Stella Rossa           |                          |
| 9                 | Ribnica                |                          |
| 10                | Jedinstvo Stara Pazova | Prva Liga 2020-21        |

## Statistiche
| Rendimento individuale | Rendimento individuale | Rendimento individuale | Rendimento individuale |
| Pos.                   | Nome                   | Punti                  | Squadra                |
| ---------------------- | ---------------------- | ---------------------- | ---------------------- |
| 1                      | Noumory Keïta          | 551                    | Niš                    |
| 2                      | Vladimir Jekić         | 517                    | Radnički Kragujevac    |
| 3                      | Tomo Micić             | 453                    | Mladi Radnik           |
| 4                      | Marko Nikolić          | 429                    | Partizan               |
| 5                      | Ahmed Ikhbayri         | 386                    | Niš                    |
| 6                      | Milutin Nejić          | 350                    | Stella Rossa           |
| 7                      | Aleksandar Blagojević  | 329                    | Vojvodina              |
| 8                      | Stefan Skakić          | 308                    | Ribnica                |
| 9                      | Lazar Dodić            | 290                    | Stella Rossa           |
| 10                     | Marko Radosavljević    | 286                    | Spartak Subotica       |

| Attacchi vincenti | Attacchi vincenti     | Attacchi vincenti | Attacchi vincenti   |
| Pos.              | Nome                  | Punti             | Squadra             |
| ----------------- | --------------------- | ----------------- | ------------------- |
| 1                 | Vladimir Jekić        | 473               | Radnički Kragujevac |
| 2                 | Noumory Keïta         | 472               | Niš                 |
| 3                 | Tomo Micić            | 379               | Mladi Radnik        |
| 4                 | Marko Nikolić         | 375               | Partizan            |
| 5                 | Ahmed Ikhbayri        | 323               | Niš                 |
| 6                 | Milutin Nejić         | 305               | Stella Rossa        |
| 7                 | Aleksandar Blagojević | 276               | Vojvodina           |
| 8                 | Stefan Skakić         | 259               | Ribnica             |
| 9                 | Nemanja Jungić        | 250               | Spartak Subotica    |
| 10                | Marko Radosavljević   | 236               | Spartak Subotica    |

| Muri vincenti | Muri vincenti          | Muri vincenti | Muri vincenti          |
| Pos.          | Nome                   | Punti         | Squadra                |
| ------------- | ---------------------- | ------------- | ---------------------- |
| 1             | Nemanja Radović        | 92            | Partizan               |
| 2             | Benjamin Daca          | 82            | Novi Pazar             |
| 3             | Aleksandar Nedeljković | 76            | Spartak Subotica       |
| 4             | Uglješa Pešut          | 66            | Jedinstvo Stara Pazova |
| 5             | Aleksandar Tumbas      | 62            | Spartak Subotica       |
| 6             | Nemanja Mašulović      | 61            | Vojvodina              |
| 7             | Mirko Radević          | 60            | Ribnica                |
| 7             | Čedomir Stanković      | 60            | Jedinstvo Stara Pazova |
| 9             | Milan Stojković        | 58            | Niš                    |
| 10            | Nikola Goić            | 53            | Radnički Kragujevac    |
| 10            | Vuk Milutinović        | 53            | Radnički Kragujevac    |

| Battute vincenti | Battute vincenti      | Battute vincenti | Battute vincenti    |
| Pos.             | Nome                  | Punti            | Squadra             |
| ---------------- | --------------------- | ---------------- | ------------------- |
| 1                | Noumory Keïta         | 50               | Niš                 |
| 2                | Tomo Micić            | 47               | Mladi Radnik        |
| 3                | Lazar Dodić           | 36               | Stella Rossa        |
| 4                | Stefan Skakić         | 33               | Ribnica             |
| 5                | Nikola Petrović       | 30               | Radnički Kragujevac |
| 5                | Marko Radosavljević   | 30               | Spartak Subotica    |
| 7                | Boris Buša            | 29               | Vojvodina           |
| 7                | Ivan Kostić           | 29               | Mladi Radnik        |
| 9                | Aleksandar Blagojević | 27               | Vojvodina           |
| 10               | Ahmed Ikhbayri        | 26               | Niš                 |